# Nacer Bouhanni
Nacer Bouhanni (Épinal, 25 juli 1990) is een Frans voormalig wielrenner van Algerijnse afkomst. Zijn jongere broer Rayane is ook actief geweest als wielrenner.

## Carrière
In zijn jeugdjaren groeide Bouhanni uit tot een beloftevol renner. Zo werd hij in 2010 vierde op het Europese kampioenschap bij de beloften. Hij mocht vanaf 1 augustus 2010 stage lopen bij de Franse ploeg FDJ. Na zijn stageperiode kreeg hij er een profcontract.
In het profpeloton viel hij in 2012 pas echt op, toen hij in verschillende kleine ronden een etappe meepakte en Frans kampioen op de weg werd. Hij reed in dat jaar ook zijn eerste Ronde van Spanje, waar hij viermaal bij de beste tien wist te eindigen. In de tiende rit behaalde hij een tweede plaats. Na een val in de dertiende etappe moest hij echter opgeven. In 2013 trok hij zijn goede resultaten door. Zo won hij dat jaar onder andere een rit in Parijs-Nice en twee in de Ronde van Peking. Hij startte dat jaar zowel in de Giro als in de Tour. In 2014 nam hij weer deel aan de Ronde van Italië. Bouhanni behaalde er zijn eerste etappezege in een grote ronde. Hij won de vierde etappe, naar Bari. Later won hij ook nog rit zeven en tien. In de Ronde van Spanje behaalde hij twee ritzeges. In 2015 wist Bouhanni voor de tweede maal de GP Denain op zijn palmares te schrijven, nadat hij eerder twee etappes won in de Ronde van de Sarthe.
In 2016 kon Bouhanni niet meedoen aan de Ronde van Frankrijk omdat hij een week voor de tourstart zijn hand verwondde bij een vechtpartij in een hotel. Na een val in de Ronde van Turkije in 2022, bleef hij last hebben van blessures en besloot in oktober 2023 te stoppen met koersen.

## Palmares

### Overwinningen
2010
2e etappe Ronde van Gironde
2011
3e etappe Ronde van Gabon
2012
1e etappe Ster van Bessèges
1e etappe Omloop van Lotharingen
Eind-, punten- en jongerenklassement Omloop van Lotharingen
Halle-Ingooigem
 Frans kampioen op de weg, Elite
1e etappe Ronde van Wallonië
4e etappe Eurométropole Tour
2013
6e etappe Ronde van Oman
1e etappe Parijs-Nice
Val d'Ille Classic
2e etappe Ronde van de Sarthe
1e, 2e en 3e etappe Ronde van Poitou-Charentes
Puntenklassement Ronde van Poitou-Charentes
GP Fourmies
Ronde van de Vendée
2e en 3e etappe Ronde van Peking
Puntenklassement Ronde van Peking
2014
2e etappe Ster van Bessèges
1e etappe Parijs-Nice
1e etappe Internationaal Wegcriterium
1e etappe Ronde van de Sarthe
Puntenklassement Ronde van de Sarthe
GP Denain
4e, 7e en 10e etappe Ronde van Italië
 Puntenklassement Ronde van Italië
4e etappe Eneco Tour
2e en 8e etappe Ronde van Spanje
2015
1e en 5e etappe Ronde van de Sarthe
Puntenklassement Ronde van de Sarthe
GP Denain
2e en 4e etappe Critérium du Dauphiné
Puntenklassement Critérium du Dauphiné
Halle-Ingooigem
Circuito de Getxo
1e en 2e etappe Ronde van de Ain
GP van Isbergues
Nationale Sluitingsprijs
UCI Europe Tour
Eindklassement Coupe de France
2016
2e etappe Ruta del Sol
4e etappe Parijs-Nice
1e en 2e etappe Ronde van Catalonië
1e en 2e etappe Ronde van Picardië
Eindklassement Ronde van Picardië
1e etappe Critérium du Dauphiné
1e en 3e etappe Ronde van Poitou-Charentes
Ronde van de Vendée
2017
Nokere Koerse
4e etappe Ronde van Catalonië
Parijs-Camembert
2e etappe Ronde van Yorkshire
2e etappe Ronde van de Ain
2e etappe Ronde van Poitou-Charentes
GP Fourmies
2018
3e etappe Vierdaagse van Duinkerken
Grote Prijs Marcel Kint
2e en 3e etappe Boucles de la Mayenne
Puntenklassement Boucles de la Mayenne
1e etappe Route d'Occitanie
6e etappe Ronde van Spanje
2020
4e etappe Ronde van Saoedi-Arabië
Puntenklassement Ronde van Saoedi-Arabië
1e etappe Ronde van de Provence
GP van Isbergues
Eindklassement Coupe de France
2022
La Roue Tourangelle

### Resultaten in voornaamste wedstrijden
| Jaar | Ronde van Italië | Ronde van Frankrijk | Ronde van Spanje |
| ---- | ---------------- | ------------------- | ---------------- |
| 2012 |                  |                     | opgave           |
| 2013 | opgave           | opgave              |                  |
| 2014 | 140e (3)         |                     | opgave (2)       |
| 2015 |                  | opgave              | opgave           |
| 2016 |                  |                     |                  |
| 2017 |                  | 138e                |                  |
| 2018 |                  |                     | opgave (1)       |
| 2019 |                  |                     |                  |
| 2020 |                  |                     |                  |
| 2021 |                  | opgave              |                  |
| 2022 |                  |                     |                  |
| 2023 |                  |                     |                  |

| Jaar | Milaan-San Remo | Gent-Wevelgem | Amstel Gold Race | Nokere Koerse | Parijs-Tours | Kuurne-Brussel-Kuurne |  | WK op de weg |  | Wereldranglijsten |
| ---- | --------------- | ------------- | ---------------- | ------------- | ------------ | --------------------- |  | ------------ |  | ----------------- |
| 2012 |                 |               |                  |               | 16e          |                       |  |              |  | 147e (UWT)        |
| 2013 |                 |               | opgave           |               |              |                       |  |              |  | 98e (UWT)         |
| 2014 |                 |               |                  | ↑             |              |                       |  | 10e          |  | 45e (UWT)         |
| 2015 | 6e              | opgave        |                  |               | 42e          | 18e                   |  | 21e          |  |                   |
| 2016 | 4e              | opgave        |                  |               | 7e           | ↑                     |  | 32e          |  |                   |
| 2017 | 8e              |               |                  | Goud          | 22e          | 33e                   |  |              |  |                   |
| 2018 |                 |               |                  |               |              |                       |  |              |  | 150e (UWR)        |
| 2019 | 62e             |               |                  | 51e           |              |                       |  |              |  | 184e (UWR)        |
| 2020 | 38e             |               |                  |               | 18e          |                       |  |              |  |                   |
| 2021 | 19e             |               |                  |               |              |                       |  |              |  |                   |
| 2022 | 27e             |               |                  |               |              |                       |  |              |  |                   |
| 2023 |                 |               |                  |               |              |                       |  |              |  |                   |

### Resultaten in kleinere rondes
| Jaar | Parijs-Nice | Tirreno-Adriatico | Ronde van Catalonië | Critérium du Dauphiné | Eneco Tour | Ronde van Peking |
| ---- | ----------- | ----------------- | ------------------- | --------------------- | ---------- | ---------------- |
| 2011 |             |                   |                     |                       |            |                  |
| 2012 |             |                   |                     | opgave                |            |                  |
| 2013 | opgave (1)  |                   |                     | opgave                |            | 82e (2)          |
| 2014 | opgave (1)  |                   |                     |                       | opgave (1) |                  |
| 2015 | opgave      |                   |                     | 83e (2)               |            |                  |
| 2016 | opgave (1)  |                   | opgave (2)          | opgave (1)            | opgave     |                  |
| 2017 |             |                   | opgave (1)          | opgave                |            |                  |
| 2018 | opgave      |                   | opgave              |                       |            |                  |
| 2019 |             | buiten tijd       |                     |                       |            |                  |
| 2020 |             |                   |                     |                       |            |                  |
| 2021 |             |                   |                     |                       |            |                  |
| 2022 |             | opgave            |                     |                       |            |                  |
| 2023 |             | opgave            |                     |                       |            |                  |

(*) tussen haakjes aantal individuele etappe-overwinningen

## Ploegen
2010 –  FDJ (stagiair vanaf 1 augustus)
2011 –  FDJ
2012 –  FDJ-BigMat
2013 –  FDJ.fr 
2014 –  FDJ.fr
2015 –  Cofidis, Solutions Crédits
2016 –  Cofidis, Solutions Crédits
2017 –  Cofidis, Solutions Crédits
2018 –  Cofidis, Solutions Crédits
2019 –  Cofidis, Solutions Crédits
2020 –  Arkéa-Samsic
2021 –  Arkéa-Samsic
2022 –  Arkéa-Samsic
2023 –  Arkéa-Samsic
1. ↑  Tot eind juni heette de ploeg FDJ, daarna werd de naam veranderd.

Bonnaire ·
Casar ·
Cazaux ·
Chavanel ·
Di Grégorio ·
Duval ·
Gérard ·
Geslin ·
Gudsell ·
Guesdon ·
Hoetarovitsj ·
Ladagnous ·
Le Mével ·
Meersman ·
Mourey ·
Offredo ·
Pinot ·
Roux ·
Roy ·
Sulzberger ·
Vaugrenard ·
Veikkanen ·
Vichot ·
Bennett (stagiair) ·
Bouhanni (stagiair) ·
Capdepuy (stagiair) 
Bonnaire ·
Bonnet ·
Bouhanni ·
Casar ·
Chainel ·
Courteille ·
Delage ·
Fédrigo ·
Gérard ·
Geslin ·
Guesdon ·
Hoetarovitsj ·
Jeannesson ·
Ladagnous ·
Meersman ·
Mourey ·
Offredo ·
Pauriol ·
Pineau ·
Pinot ·
Rollin ·
Roux ·
Roy ·
Soupe ·
Sulzberger ·
Vaugrenard ·
Vichot ·
Démare (stagiair) ·
Elissonde (stagiair) ·
Schmidt (stagiair) 
Bonnet ·
Boucher ·
Bouhanni ·
Casar ·
Chainel ·
Courteille ·
Delage ·
Démare ·
Elissonde ·
Fédrigo ·
Gérard ·
Geslin ·
Guesdon (tot 08/04) ·
Hoetarovitsj ·
Jeannesson ·
Ladagnous ·
Mourey ·
Offredo ·
Pauriol ·
Pineau ·
Pinot ·
Rasch ·
Rollin ·
Roux ·
Roy ·
Soupe ·
Vaugrenard ·
Veikkanen ·
Vichot ·
Bergeret (stagiair) ·
Sepúlveda (stagiair) ·
Viennet (stagiair) 
Bonnet ·
Boucher ·
Bouhanni ·
Casar ·
Courteille ·
Delage ·
Démare ·
Elissonde ·
Fédrigo ·
Fischer ·
Geniez ·
Geslin ·
Jeannesson ·
Ladagnous ·
Le Bon ·
Mangel ·
Mourey ·
Offredo ·
Pichon ·
Pineau ·
Pinot ·
Rollin ·
Roux ·
Roy ·
Soupe ·
Vaugrenard ·
Veikkanen ·
Vichot ·
Viennet ·
Guérin (stagiair) ·
Le Gac (stagiair) ·
Poitevin (stagiair) 
Bonnet · Boucher · Bouhanni · Chavanel · Courteille · Delage · Démare · Elissonde · Fédrigo · Fischer · Geniez · Geslin · Jeannesson · Ladagnous · Le Bon · Le Gac · Lecuisinier · Mangel · Mourey · Offredo · Pichon · Pineau · Pinot · Roux · Roy · Soupe · Vaugrenard · Veikkanen · Vichot · Viennet · Manzin (stagiair) · Martin (stagiair) · Sarreau (stagiair)
Ahlstrand · Bagot · N.Bouhanni · Chainel · Chetout · Edet · Hardy · Jõeäär · Laporte · Lemoine · Maté · Molard · Navarro · Petit · Rollin · Rossetto · Sénéchal · Simon · Soupe · Turgis · Van Staeyen · Vanbilsen · Venturini · Verhelst · Zingle · R.Bouhanni (stagiair) · Hofstetter (stagiair) · San Sebastián (stagiair)
Ahlstrand · Bagot · N.Bouhanni · R.Bouhanni · Božič · Chetout · Cousin · Edet · Hardy · Hofstetter · Jeannesson · Jõeäär · Laporte · Lemoine · Maté · Molard · Navarro · Perez · Rossetto · Sénéchal · Simon · Soupe · Turgis · Van Staeyen · Vanbilsen · Venturini · Godon (stagiair) · Le Turnier (stagiair)
Bagot · Bonnafond · N. Bouhanni · R. Bouhanni · Chetout · Claeys · Cousin · Edet · Godon · Hofstetter · Laporte · Le Turnier · Lemoine · Maté · Navarro · Perez · Rossetto · Sénéchal · Simon · Soupe · A. Turgis · J. Turgis · Van Genechten · Van Staeyen · Vanbilsen · Venturini · Barceló (stagiair) · Lafay (stagiair) · T. Turgis (stagiair)
Bonnafond · N. Bouhanni · R. Bouhanni · Chetout · Claeys · Edet · Godon · Jesús Herrada · José Herrada · Hofstetter · Lafay · Laporte · Le Turnier · Lemoine · Maté · Navarro · Perez · Rossetto · Simon · Soupe · Teklehaimanot · A. Turgis · J. Turgis · Van Lerberghe · Van Staeyen · Vanbilsen · Morin (stagiair) · Puppio (stagiair) · Skaarseth (stagiair)
Atapuma · Berhane · N. Bouhanni · R. Bouhanni · Chetout · Claeys · Edet · Fortin · Hansen · Jesús Herrada · José Herrada · Hofstetter · Lafay · Laporte · Le Turnier · Lemoine · Maté · Mathis · Morin · Perez · Périchon · Rossetto · Simon · Soupe · Touzé · Van Lerberghe · Vanbilsen · Waeytens · Finé (stagiair) · Leyder (stagiair) · Viviani (stagiair)
Anacona · Barguil · Barré (vanaf 1/8) · Bouet · Bouhanni · Capiot · Declercq · Delaplace · Edet · Flórez · Gesbert · Grondin · Guernalec · Guglielmi · Hardy · Hofstetter · Ledanois · Louvel · McLay · Noppe · Owsian · Pajur · Pichon · D. Quintana · N. Quintana · Ries · Riou · Russo · Swift · Vauquelin · Verre · Clynhens (stagiair) · Costiou (stagiair) · Thierry (stagiair)
Barguil · Barré · Biermans · Bouet · Bouhanni · Capiot · Champoussin · Costiou · Dekker · Delaplace · Démare (vanf 1/8) · Edet · Gesbert · Grondin · Guernalec · Guglielmi · Hofstetter · Le Berre · Ledanois · Louvel · McLay · Mozzato · Owsian · Pichon · Ponomar (tot 31/7) · Ries · Riou · Rodríguez · Russo · Vauquelin · Verre · Dauphin (stagiair) · Gillet (stagiair) · Martin Tjøtta (stagiair)